# Emil Bollmann
Emil Bollmann (* 4. August 1885 in Kyburg, Kanton Zürich; † 16. Januar 1955 in Winterthur, Kanton Zürich) war ein Schweizer Landschafts- und Figurenmaler, Grafiker und Illustrator der Düsseldorfer Schule. Ab 1913 wirkte er als Kunstlehrer. Bedeutung erlangte er ferner als Verfasser kunsterzieherischer Schriften.

## Leben
Bollmann studierte zunächst am Technikum Winterthur bei Léon Jean Pétua (1846–1920) und an der Kunstgewerbeschule in Straßburg bei Anton Seder. Anschliessend besuchte er die Kunstakademie Düsseldorf, wo er Schüler von Ludwig Heupel-Siegen wurde. In Düsseldorf liess er sich auch von Fritz Helmuth Ehmcke unterrichten, der Lehrer an der Kunstgewerbeschule Düsseldorf war. 1913 nahm Bollmann eine Stelle als Kantonsschullehrer (Professor) in Winterthur an. 1916 war er Gründungsmitglied der Künstlergruppe Winterthur, aus der er 1945 wieder austrat. Bollmann unternahm Reisen nach Deutschland, in die ehemalige Tschechoslowakei und nach Österreich. 1928 bereiste er Griechenland. Als Auftragskünstler der Erziehungsdirektion des Kantons Zürich schuf er 1912 das Werk Historische Stätten der Schweiz.

## Veröffentlichungen (Auswahl)
- Lebendige Fragen auf dem Gebiete des Zeichen-, Kunst- und gewerblichen Berufsunterrichts in der Schweiz. Zürich 1912.
- Das freie Zeichen an unseren allgemein bildenden Schulen. Zürich 1912.
- Historische Stätten der Schweiz. Bilder für Schule und Haus. Zürich 1912.
- Über Kunst und Kunstverstehen. Winterthur 1917.
- Das Zeichnen als Ausdrucks- und Bildungsmittel. Zürich 1920.
- Bilder aus Alt-Zürich. Zürich 1924.